# Claude Monteux
Claude Monteux (Brookline, 15 ottobre 1920 – Sacramento, 22 febbraio 2013) è stato un flautista e direttore d'orchestra statunitense.

## Biografia
Nato a Brookline, Massachusetts, figlio del direttore d'orchestra Pierre Monteux, Monteux studiò flauto con Georges Laurent, all'epoca il flautista principale della Boston Symphony Orchestra. Ha studiato direzione d'orchestra con suo padre, sia privatamente che alla Monteux School per direttori d'orchestra.

### Carriera
Come flautista Monteux ha suonato sotto la bacchetta di Arturo Toscanini, Bruno Walter, Thomas Beecham, Leopold Stokowski, Pablo Casals, Igor Stravinskij e suo padre. Come direttore d'orchestra è stato direttore musicale della Columbus Symphony Orchestra (1953–1956) e della Hudson Valley Philharmonic (1959–1975).
Monteux ha insegnato corsi estivi presso la Pierre Monteux School per direttori d'orchestra nel Maine ed è stato affiliato alla Scuola di musica e danza dell'Università statale di San Diego. Prestò servizio nelle facoltà del New England Conservatory of Music, del Peabody Conservatory, del Vassar College e dell'Università statale dell'Ohio. Ha realizzato registrazioni per etichette come Londra e Phillips, comprese opere di Mozart e Bach con l'Academy of Saint Martin-in-the-Fields.

## Vita privata
Monteux ebbe tre figli dal suo matrimonio con Adeline Johanna Schulz Hiatt Peake. Il loro matrimonio finì col divorzio. Il suo figlio maggiore, Robert, è nato nel 1952 a Yonkers, New York ed è un ex ballerino professionista. Sua figlia, Sylvia Monteux, è nata nel 1954 a Bar Harbor, Maine e attualmente risiede a Bar Harbor, Maine, nel Maine. Suo figlio Gerard, nato a Columbus, Ohio nel 1955, è un presentatore sportivo televisivo e fotografo naturalista con il nome professionale di William (Bill) Patrick, nonché membro del consiglio di amministrazione della scuola Pierre Monteux. Il suo secondo matrimonio fu con la defunta Marianne Cahn, una flautista. Suo nipote Kirk Monteux, nato nel 1965, è un compositore. La nipote Jessica Lynn Fitzsimmons nacque nel 1982. Monteux rimase vedovo dopo la morte di sua moglie Marianne e anche suo figlio Alain lo precedette.